# Devisenschutzkommando
Il Devisenschutzkommando fu un'unità militare tedesca creata durante il regime nazista ed incaricata di controllare i movimenti di valuta, azioni, oro e diamanti posseduti dai privati e dichiarati ai servizi fiscali.
Queste unità operarono dal 1938 nella regione dei Sudeti e in Austria e dopo lo scoppio della seconda guerra mondiale, anche in Polonia e negli altri paesi occupati. Furono composti dai funzionari del Ministero delle Finanze del Reich (Reichsfinanzverwaltung), guidati da un servizio di ricerca istituito nel 1936 da Hermann Göring (Devisenfahndungsamt) e aggregato alla Gestapo agli ordini di Reinhard Heydrich. Il Devisenschutzkommando contribuì, anche se in minima parte, alla deportazione degli ebrei.

## Attività in Europa orientale
Come durante l'Anschluss e l'annessione della regione dei Sudeti, il Governatorato Generale emise un decreto sulle valute (Devisenordnung) il 15 novembre 1939, integrato da una "direttiva sulla custodia del patrimonio ebraico e anonimo": gli ebrei furono obbligati a raccogliere tutti i loro beni in un unico conto bancario e fu imposto un limite per il prelievo dei contanti.
Dal 1940 il Devisenschutzkommando continuò l'attività sotto il nome di Zollfahndungsstelle: tra i nuovi compiti fu assegnata la ricerca dei valori non dichiarati, la perquisizione sistematica delle casseforti e l'invio dei beni sequestrati alle istituzioni fiduciarie, il Generaltreuhänder für die Sicherstellung deutschen Kulturgutes, o Haupttreuhandstelle Ost (HTO).

## Attività in Europa occidentale
Nel 1940, il Devisenschutzkommando fu subordinato ai diversi governi militari (Militärbefehlshaber, MBF) di Parigi e Bruxelles, nei territori occupati. Il servizio di ricerca fu sciolto all'inizio del 1941 e le sue competenze furono trasferite ai servizi tributari del Ministero delle Finanze del Reich. Il responsabile per i territori occidentali fu il SS-Hauptsturmführer Herbert Staffeldt. Anche dopo lo scioglimento del servizio nel 1941, Hermann Göring mantenne il potere decisionale sul Devienschutzkommando. Furono dotati dei poteri di polizia e i loro funzionari poterono presentarsi come appartenenti alla Geheime Feldpolizei (GFP), senza esservi subordinati, senza indossarne la divisa, incaricati delle perquisizioni, degli interrogatori, del sequestro delle proprietà.
Nei paesi occupati fu vietato il possesso sia di valuta straniera che di titoli, così come delle banconote tedesche. I Kommando ebbero il compito di recuperare i valori e di contribuire così all'economia di guerra tedesca. Il servizio di ricerca sequestrò anche i beni e i valori degli ebrei e degli oppositori emigrati, chiudendo i conti bancari tenuti dagli ebrei.
Nei Paesi Bassi, i Kommando raccolsero, fino al settembre 1943, 54.900.000 Reichsmark in oro e valuta. Il totale sequestrato in gioielli, metalli preziosi, diamanti, titoli e depositi bancari, fino al ritiro delle truppe tedesche, è stimato in 368,4 milioni di Reichsmark. I Kommando utilizzarono a questo scopo una filiale della banca Lippmann, Rosenthal & Co. Sarphatistraat, una filiale sotto il controllo del Commissario del Reich, con lo scopo di raccogliere e far crescere i beni ebraici saccheggiati. Nel settembre 1943, in Belgio, tutti i beni in oro e valuta confiscati ammontavano a 46,7 milioni di Reichsmark. Inoltre, i funzionari del Devisenschutzkommando presenti in Belgio contribuirono alla ricerca e all'arresto degli ebrei nascosti.
In Francia, il Devisenschutzkommando bloccò le scorte di oro e le valute ma non riuscì a imporre al regime di Vichy l'obbligo di trasferire o di vendere le proprietà. Fu solo alla fine del 1942 che i suoi servizi ebbero accesso alle proprietà degli ebrei che non avevano nazionalità francese, come la confisca del patrimonio della famiglia Rothschild. L'importo totale delle proprietà sequestrate ammonta a 341,3 milioni di Reichsmark.
Il Devisenschutzkommando fu competente solo per la raccolta dei beni saccheggiati, la loro distribuzione fu competenza dei politici: Hermann Göring si riservò il diritto di decidere sull'uso delle opere d'arte sequestrate, una prerogativa di cui informò il comandante militare di Parigi e le altre autorità dei paesi occupati con una direttiva del 5 novembre.

## Scioglimento
Il Devisenfahndungsamt venne sciolto il 26 maggio 1941. Nonostante le precedenti competenze tornarono al Ministero delle Finanze del Reich, secondo lo storico Ralf Banken "l'Ufficio Valuta del piano quadriennale ha infatti mantenuto i controlli". Questa subordinazione multipla al servizio di ricerca, all'ufficio valutario, all'amministrazione militare, all'amministrazione civile e al Ministero delle Finanze non ostacolò le attività delle unità Devisenkommando.